# Борина
„Борина“ е българска издателска къща, основана в 1990 г. от Вяра Канджева и Антоний Хаджийски.
От продукцията на издателска къща „Борина“ се ползват държавните институции – Администрацията на Президента, Министерския съвет, Народното събрание, отделни министерства; различни агенции, асоциации, браншови съюзи; дипломатически представителства, банки.